# Teruelius mavo
Espèce
Synonymes
- Grosphus mavo Lourenço & Rossi, 2020

Teruelius mavo est une espèce de scorpions de la famille des Buthidae.

## Distribution
Cette espèce est endémique de la région Androy à Madagascar. Elle se rencontre vers le Cap Sainte-Marie.

## Description
La femelle holotype mesure 50,8 mm et le mâle paratype 40,1 mm.

## Systématique et taxinomie
Cette espèce a été décrite sous le protonyme Grosphus mavo par Lourenço et Rossi en 2020. Elle est placée dans le genre Teruelius par Lowe et Kovařík en 2022.

## Publication originale
- Lourenço, Rossi, Wilmé, Raherilalao, Soarimalala & Waeber, 2020 : « The remarkable diversity of the genus Grosphus Simon, 1880 (Scorpiones: Buthidae) in Southern Madagascar and in particular in the region of Cap Sainte Marie. » Arachnida - Rivista Aracnologica Italiana, vol. 6, no 27, p. 2-35.